# ICalendar
iCalendar és un estàndard (RFC 2445) per a intercanvi d'informació de calendari. L'estàndard és també conegut com a iCal, basat en l'aplicació del mateix nom. És implementat/suportat per un gran nombre de productes, incloent-hi el programari Apple iCal, Mozilla Calendar (incloent-hi Mozilla Sunbird), Korganizer, i Ximian Evolution.